# Вари
Ва́ри (угор. Mezővári) — село в Берегівській громаді Берегівського району Закарпатської області України.

## Назва
Колишні назви — Ворі, Воріово. Назва походить від угорського слова «vár» — замок, городище.

## Герб
У перетятому і напіврозтятому щиті срібна хвилеподібна балка, понижено просічена чорним. У першій частині в лазуровому полі на зеленій землі срібний замок з трьома вежами, із золотими дахами і червоними вікнами і прорізами воріт, що супроводжується справа золотим усміхненим сонцем і золотим колоском, а зліва - срібним півмісяцем вправо та пурпуровим гроном. Друга частина семиразово перетята червоним та срібним. У третій частині в лазуровому полі срібний пелікан із золотими дзьобом і лапами, що стоїть у золотому гнізді і годує червоними краплинами крові трьох срібних пташенят із золотими дзьобами. На лазуровій девізній стрічці - дата заснування села, дата затвердження герба, а також назва угорською та українською мовами.

## Історія
На місці нинішніх Варів, згідно записів угорського літописця Аноніма, до приходу угорців стояла  фортеця Боршо, що перебувала під Великої Моравською державою, знищеною мадярами. У 896 р. (за іншими даними в 903 р.) угорські племена на чолі з Арпадом захопили фортецю після триденної облоги. Засноване навколо фортеці село стало окружним та релігійним центром. В 1320 р. в письмовому документі  фігурує Боршовавар (від угорської «вар» - замок), себто «замок Боршова» (Боржавський замок). В 1214 р. поселення навколо замку стає центром створеного комітату Боршоа. Під час нашестя орди Батия в 1241 р. фортеця була розорена, оточуюче її поселення прийшло в занепад. Відродження відбувалось протягом наступного століття. Адміністративний центр комітату був перенесений до замку Берегвар (поселення Нодьберег, нинішнє село Великі Береги, в . від Боржавського замку).
В середині XIV ст. Вари отримали статус міста, яке стало власністю королеви Єлизавети Боснійської, дружини, короля Угорщини та Польщі. У 1354 р.  королівська грамота надала Варам привілею на володіння землями і лісами, на самоврядування і суд, обрання священика,  на право мати власний млин. Таким чином, колишнє село стало одним із низки т. зв. королівських міст.  
В першій половині XV ст.  Вари опинились у володінні  власників Мукачівського замку, наступні два століття власники містечка  часто мінялись.
Неодноразово, а  саме в 1566 р. військом турецького султана Сулеймана І, в 1657 р. польськими рейтарами князя Любомирського  та в 1660 р. знову турецьким військом містечко Вари було пограбовано та зазнало великих руйнувань. Рештки замку-фортеці були зруйнований вщент, а місцевий храм зазнав серйозних пошкоджень.
В 1703 р. Вари стали одним з вогнищ визвольної війни угорців проти монархії Габсбургів, а після її придушення в 1711 р. перейшли у власність скарбниці, в 1726 р. в складі Мукачівської домінії були даровані австрійському графові Шонборну. Між цими датами, в 1716 р. через містечко  пройшлися в ході набігу на Угорщину кримські татари, пограбувавши його та полонивши багато мешканців.

З 1659 року відомий герб Варів: на блакитному щиті, увінчаному короною і обрамленому лавровим вінком, — профіль цісаря Леопольда І. У 1904 році цей герб був підтверджений цісарською владою.

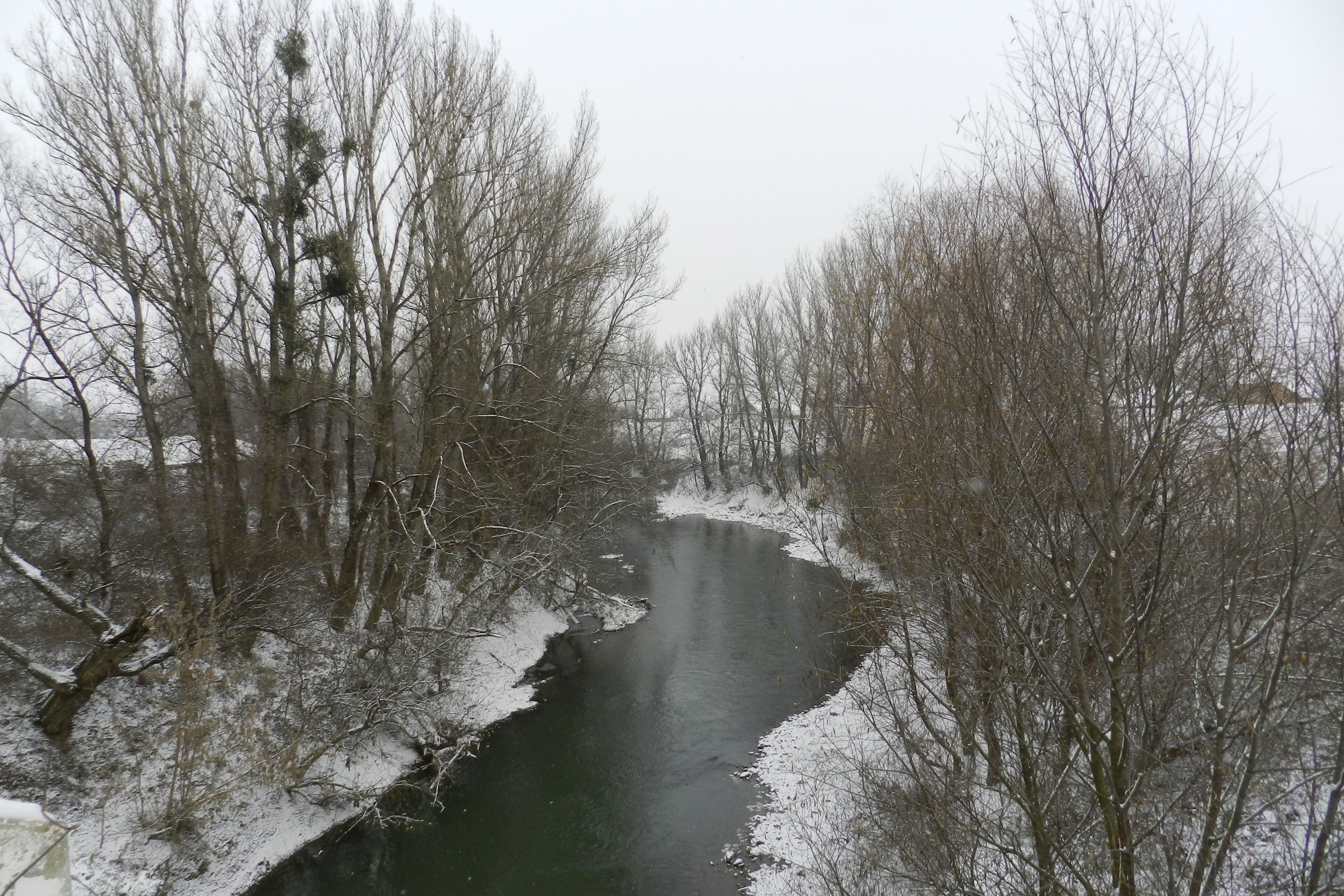
Річка Боржава

В наш час село Вари двічі, в  листопаді  1998-го та в  березні  2001-го зазнало значних руйнувань від повеней. Зокрема, в 1998-му було практично повністю зруйновано  третину села.  Невдовзі на  місці  змішаних із землею розвалин були побудовані  нові  будинки  на  високих, залізобетонних  фундаментах, згодом навколо села було зведено потужну протипаводкову систему з високими дамбами.

## Археологічні знахідки
Про заселення місцевості в давнину свідчать два знайдених археологами клади бронзових виробів епохи пізньої бронзи та раннього заліза (кінець II – початок I тисячоліття до н. е.), що були виявлені поблизу сіл Вари та Боржава. В межах села археологами було знайдене слов’янське городище  IX – X ст. н.е.
У 1960 році в південно-західній частині Варів виявлено бронзовий скарб який налічував 21 предмет ранньозалізної доби. 

## Цікаво
- Храм XV—XVIII століття. Історики датують появу цього храму XV століттям. Зображень першого храму не лишилось, відомо тільки, що нинішній стоїть на фундаменті попереднього. Припускається, що дзвіниця храму була окремою спорудою, пізніше з’єднаною із церквою, і слугувала також як сторожова башта. Оскільки у XV столітті Боржавський замок був практично зруйнованим, то функції оборони міг брати на себе храм, оточений стіною з бійницями. В 1593 році населення містечка Вари переходить у реформатську конфесію, і храм міняє свій статус. В той час при церкві відкривається церковна школа. В ході польського (1657) та турецького (1660) руйнувань храм отримав серйозні ушкодження. Після цього споруду реконструювали, збільшили в розмірах, укріпили контрфорсами. В 1795 році дзвіниця була перебудована, у її верхньому ярусі був вмонтований механічний годинник. У 1989 році на стіні церкви було відкрито пам’ятну дошку на честь Томаша Есе, учасника визвольної війни угорців 1703-1711 років. В 2000-х роках храм був частково відремонтований та реставрований. Храм занесений до Переліку пам’яток архітектури місцевого значення.  З іншого боку від храму в 1992 році встановлено пам’ятний знак із каменю та мармуру на честь односельчан, репресованих сталінським режимом.
- Боржавський замок XI—XIV століття.
- Восени 2014 року в сусідньому з Варами селі Боржава пройшов перший закарпатський мистецький табір по роботі з каменем. Результатом роботи табору стала низка цікавих скульптурних композицій, які були подаровані сільським громадам Берегівщини. Зокрема, Варам дісталася робота відомого мукачівського скульптора Петра Матла, що символізує визвольну війну угорців під проводом Ференца Ракоці, і складається з таких елементів, як турецька зірка, дзьоб австрійського орла, герб Ракоці та його прапор із написом «Cum  Deo pro Patria et Libertae» (Разом за Батьківщину та Свободу).  Селу також подарували роботу Томаша Гудьела, що вшанувала угорського перекладача «Пісні пісень» Бертолона Добоша - в центрі Варів на дубовому п’єдесталі встановили відкриту кам’яну Біблію.

## Відомі уродженці
- Ласло Юзан (нар. 16 березня 1987, Вари, сьогодні Україна - ) — актор Театру комедії Угорщини.
- В селі родився Кепеш Юлій (1847 - 1924) - лікар, мандрівник. Учасник полярної австро-угорської арктичної експедиції 1871-1874, єдиний представник Угорщини в експедиції. Під час експедиції відкрито архіпелаг Земля Франца Йосипа. Фактично це найвідоміший закарпатський мандрівник.

## Туристичні місця
- Боржавський замок XI—XIV століття.
- Слов’янське городище  IX – X ст. н.е.
- Храм XV—XVIII століття
- Бронзовий скарб який налічував 21 предмет ранньозалізної доби.
- Поклади бронзових виробів епохи пізньої бронзи та раннього заліза (кінець II - початок I тисячоліття до н. е.)
- На дубовому п’єдесталі памятник відкритій кам’яній Біблії
- В селі народився Кепеш Юлій (1847 - 1924) - лікар, мандрівник. Учасник полярної австро-угорської арктичної експедиції 1871-1874, єдиний угорець в експедиції. Під час експедиції відкрито архіпелаг Земля Франца Йосипа. Фактично це найвідоміший закарпатський мандрівник.